# Markus Hipfl
Markus Hipfl (Wels, 26 april 1978) is een voormalig professioneel tennisser uit Oostenrijk. Hij won twee ATP Challenger Tour-titels in het enkelspel gedurende zijn carrière. 

## Palmares
| Legenda                       | Legenda               |
| ----------------------------- | --------------------- |
| Grand Slam                    |                       |
| Olympische Spelen             |                       |
| tot 2009                      | vanaf 2009            |
| Tennis Masters Cup            | ATP Finals            |
| ATP Masters Series            | ATP Tour Masters 1000 |
| ATP International Series Gold | ATP Tour 500          |
| ATP International Series      | ATP Tour 250          |

### Enkelspel
| Nr.                  | Datum            | Toernooi         | Ondergrond | Tegenstander in finale | Score         | Details |
| -------------------- | ---------------- | ---------------- | ---------- | ---------------------- | ------------- | ------- |
| Verloren finales     |                  |                  |            |                        |               |         |
| 1.                   | 27 mei 2001      | ATP Sankt Pölten | Gravel     | Andrea Gaudenzi        | 0-6, 5-7      | Details |
| Gewonnen challengers |                  |                  |            |                        |               |         |
| 1.                   | 16 augustus 1998 | Nettingsdorf     | Gravel     | Clemens Trimmel        | 6-2, 6-0      |         |
| 2.                   | 6 december 1998  | Guadalajara      | Gravel     | Younes El Aynaoui      | 6-7, 7-6, 7-6 |         |

## Resultaten grandslamtoernooien
| Legenda | Legenda                          |
| ------- | -------------------------------- |
| g.t.    | geen toernooi gehouden           |
| l.c.    | lagere categorie                 |
| –       | niet deelgenomen                 |
| G       | uitgeschakeld in de groepsfase   |
| 1R      | uitgeschakeld in de eerste ronde |
| 2R      | uitgeschakeld in de tweede ronde |
| 3R      | uitgeschakeld in de derde ronde  |
| 4R      | uitgeschakeld in de vierde ronde |
| KF      | uitgeschakeld in de kwartfinale  |
| HF      | uitgeschakeld in de halve finale |
| F       | de finale verloren               |
| W       | het toernooi gewonnen            |
| w-v     | winst/verlies-balans             |

### Enkelspel
| Toernooi        | 1999 | 2000 | 2001 | 2002 |
| --------------- | ---- | ---- | ---- | ---- |
| Australian Open | 1R   | 1R   | –    | 2R   |
| Roland Garros   | 1R   | 2R   | 1R   | 1R   |
| Wimbledon       | 1R   | 1R   | 1R   | 1R   |
| US Open         | 2R   | 1R   | 1R   | –    |